# 裸猿 (漫畫家)
裸猿是日本的女性漫畫家組合。
成員為里羅琴音（負責故事與人物設計）以及中村友美（負責漫畫化）。

## 漫畫作品
- switch（台灣由東立出版社代理，翻譯名稱為「緝毒特搜班」）
- DOLLS （台灣由長鴻出版社代理，翻譯名稱為「DOLLS-特刑部隊」）
- 鵺射
- Magnolia
- Lily

## 網站連結
- naked ape.s（naked ape官方網站）（页面存档备份，存于）